# Pablo Vitti
Pablo Ernesto Vitti (ur. 9 lipca 1985 w Rosario) – argentyński piłkarz z obywatelstwem włoskim występujący najczęściej na pozycji ofensywnego pomocnika.

## Kariera klubowa
Vitti zawodową karierę rozpoczynał w klubie Rosario Central. W argentyńskiej Primera División zadebiutował 29 lutego 2004 w zremisowanym 1:1 meczu z Chacarita Juniors. 18 czerwca 2004 w zremisowanym 1:1 spotkaniu z Gimnasią La Plata strzelił pierwszego gola w trakcie gry w Primera División. W Rosario grał przez trzy lata. W tym czasie rozegrał tam 75 ligowych spotkania i zdobył trzynaście bramek.
W 2006 roku Vitti za sumę 3,5 miliona euro przeszedł do Club Atlético Banfield, również grającego w argentyńskiej Primera División. Pierwszy ligowy mecz w jego barwach zaliczył 11 marca 2007 przeciwko San Lorenzo de Almagro (1:2). W Banfield grał przez rok i w tym czasie zagrał tam w piętnastu ligowych meczach.
W styczniu 2008 roku Vitti jako wolny zawodnik podpisał kontrakt z CA Independiente. Od czasu debiutu pełnił tam rolę rezerwowego i przez pół roku rozegrał tam dwa spotkania. W sierpniu 2008 został wypożyczony do ukraińskiego Czornomorca Odessa. Grał tam do stycznia 2009. Wówczas powrócił do Independiente, ale w lutym wypożyczono go do kanadyjskiego Toronto FC, grającego w Major League Soccer. W tych rozgrywkach zadebiutował 28 marca 2009 w zremisowanym 1:1 spotkaniu z Columbus Crew. Pierwszą bramkę w trakcie gry w Major League Soccer zdobył 25 czerwca 2009 w wygranym 2:0 pojedynku z New York Red Bulls.
Przez cały rok 2010 Vitti reprezentował barwy peruwiańskiego Universidadu San Martín. Doszedł z zespołem do 1/8 finału Copa Libertadores, natomiast w sezonie ligowym 2010 zdobył dwanaście bramek w 32 spotkaniach i wywalczył z Universidadem mistrzostwo Peru. Został także wybrany najlepszym piłkarzem, pomocnikiem i obcokrajowcem peruwiańskich rozgrywek. Wiosną 2011 przeszedł do bardziej utytułowanego peruwiańskiego klubu Universitario de Deportes z siedzibą w stołecznej Limie, gdzie spędził resztę roku i nie osiągnął z drużyną większych sukcesów.
Wiosną 2012 Vitti został zawodnikiem meksykańskiego Querétaro FC.
| Sezon     | Klub                      | Kraj      | Rozgrywki           | Mecze | Bramki |
| --------- | ------------------------- | --------- | ------------------- | ----- | ------ |
| 2003/2004 | Rosario Central           | Argentyna | Primera División    | 10    | 1      |
| 2004/2005 | Rosario Central           | Argentyna | Primera División    | 31    | 8      |
| 2005/2006 | Rosario Central           | Argentyna | Primera División    | 28    | 4      |
| 2006/2007 | Rosario Central           | Argentyna | Primera División    | 6     | 0      |
| 2006/2007 | Club Atlético Banfield    | Argentyna | Primera División    | 11    | 0      |
| 2007/2008 | Club Atlético Banfield    | Argentyna | Primera División    | 4     | 0      |
| 2007/2008 | CA Independiente          | Argentyna | Primera División    | 2     | 0      |
| 2008/2009 | Czornomoreć Odessa        | Ukraina   | Premier-liha        | 6     | 1      |
| 2009      | Toronto FC                | Kanada    | Major League Soccer | 26    | 2      |
| 2010      | Universidad San Martín    | Peru      | Primera División    | 32    | 12     |
| 2011      | Universitario de Deportes | Peru      | Primera División    | 19    | 2      |
| 2011/2012 | Querétaro FC              | Meksyk    | Primera División    |       |        |

## Kariera reprezentacyjna
W 2005 roku Vitti został powołany przez selekcjonera Francisco Ferraro do reprezentacji Argentyny U–20 na Młodzieżowe Mistrzostwa Świata w Holandii. Młodzi Argentyńczycy zdobyli wówczas tytuł mistrzowski, natomiast zawodnik Rosario Central wystąpił w trzech spotkaniach, nie zdobywając bramki.